# Rosopajnik
 Rosopajnik  falu Horvátországban Károlyváros megyében. Közigazgatásilag Netretićhez tartozik.

## Fekvése
Károlyvárostól 15 km-re, községközpontjától  4 km-re nyugatra a Kulpa bal partján, a szlovén határ közelében fekszik.

## Története
A falunak 1857-ben 361, 1910-ben 234 lakosa volt. A  trianoni békeszerződésig Zágráb vármegye Károlyvárosi járásához tartozott. A településnek  2011-ben 20 lakosa volt.

## Lakosság
| Lakosság változása | Lakosság változása | Lakosság változása | Lakosság változása | Lakosság változása | Lakosság változása | Lakosság változása | Lakosság változása | Lakosság változása | Lakosság változása | Lakosság változása | Lakosság változása | Lakosság változása | Lakosság változása | Lakosság változása | Lakosság változása |
| ------------------ | ------------------ | ------------------ | ------------------ | ------------------ | ------------------ | ------------------ | ------------------ | ------------------ | ------------------ | ------------------ | ------------------ | ------------------ | ------------------ | ------------------ | ------------------ |
| 1857               | 1869               | 1880               | 1890               | 1900               | 1910               | 1921               | 1931               | 1948               | 1953               | 1961               | 1971               | 1981               | 1991               | 2001               | 2011               |
| 361                | 285                | 304                | 307                | 273                | 234                | 188                | 180                | 152                | 151                | 128                | 99                 | 59                 | 89                 | 20                 | 20                 |

## Nevezetességei
Remete Szent Antal tiszteletére szentelt temploma a szőlők között magányosan áll. A templom, amely a Kulpa folyó szurdokának közelében található, egy középkori eredetű épület, amelyet 1866-ban barokk stílusban építettek át, amikor az előcsarnokot lebontották, és helyére szélesebb hajót és hatalmas harangtornyot építettek. A téglalap alaprajzú, keskenyebb szentéllyel és keskenyebb félköríves apszissal, valamint a főhomlokzat előtti harangtoronnyal rendelkező épületből szentélyben és az apszisban teljesen megőrizték az eredeti középkori alapokat.